# 操-misao
操-misao（みさお、本名も「操」、生年不明。2月27日生まれ）は、日本のシンガーソングライター。神奈川県出身。2006年11月23日に『心の空』で全国デビュー。セールスポイントはジェンダーレスボイス。
性同一性障害の当事者であり、幼少時より男性であることに違和感を覚えていたという。ただし、既に性別適合手術を済ませており、戸籍上の性別も女性となっている。

## 来歴
- 8歳の時、祖母の薦めでピアノを習い始める、中学生時代は女っぽい仕草や言動によりいじめを受けていたが休み時間には音楽室でドラゴンクエストのBGMピアノを弾いてみんなを楽しませる少年だった。高校に入学するが、家庭が貧困だった為、学校にほとんど通わずバイトをしながら音楽を勉強し1年で自主退学。
- 15歳頃から作詞作曲を始める、当時からすべてデスクトップミュージックで楽曲を制作していた。18歳で家を出て一般企業に営業職として就職する（音楽はプライベートな趣味として続けていた）
- 22歳の時に男女二人組のユニットとして、芸能プロダクションにて業界向けプロモーション開始する。このときはまだ男性として活動していた。
- 23歳の時に男性としての音楽表現に限界を感じ、一切の音楽活動を停止。その後、データベース構築やデザインプロデューサー、WEBプロデューサー、フォトグラファーなど幅広い創作活動を経験し独立、IT系の個人事業主になる。
- 1999年埼玉医科大学にて性同一性障害と診断され、5年間にわたってカウンセリングやホルモン治療を受ける。当時、埼玉医科大学で国内で3番目の男性から女性へのMTF性別適合手術を受ける予定だったが、本人の希望で断っている。翌年2004年タイのプーケット島にて性別適合手術をうける。
- 2005年7月、性別適合手術を受けても完全な女性になれるわけではないと悩み、自殺を考えるがネットの仲間の支えにより未遂で終わる。「その時に支え続けてくれたネットの仲間への恩返しと謝罪の為に私は本物の女性へと生まれ変わった」と後に語っている。その後、女性として音楽活動を再開。2006年には戸籍の性別を男性から女性に変更。本名が女性名としても一般的な名前だった為、戸籍上の名前は変更していない。
- 2006年11月23日、G-WAVE FACTORYより1stDebutSingle「心の空」で全国デビュー。NHKの未来観測 つながるテレビ@ヒューマンのVOICE@ヒューマンのコーナーで「性同一性障害の当事者が女性シンガーソングライターとしてデビュー」と特集が組まれる。2008年にはるな愛がブレイクする前年、各メディアからオネエキャラとしての番組出演オファーを受けるが、普通の女性として暮らして行きたいという強い願いから全てを断り続けた。その後、歌手活動を引退しフリーのマルチクリエイターとして活動を始める。
- 2010年より創作フィールドを建築方面と広げていく、メガソフト株式会社の3Dマイホームデザイナーを駆使して自宅を創りあげた。その時に更新をしていた自身の建築ブログが、にほんブログ村の建築部門で1位に。
- 2010年10月一般男性と結婚。
- 2013年4月クリエイター系一般企業の常務取締役に就任。仕事の傍ら、二人の子供の義母の顔も持つ。

## ディスコグラフィー

### シングル
- 心の空（2006年11月23日発売）

C/W「大事な言葉」「STEP INTO THE HEART」

## メディア出演

### テレビ
- 2006年10月28日　未来観測 つながるテレビ@ヒューマン(NHK) - VOICE@ヒューマン、特集

### 雑誌・新聞
- 2006年10月4日　日経エンタテインメント
- 2006年11月23日 新潟日報 - ささえあい～ひと新潟～